# Aphilopota iphia
Aphilopota iphia là một loài bướm đêm trong họ Geometridae.